# Llista dels llenguatges de programació
Hi ha milers de llenguatges de programació. Aquests s'enumeren de diverses maneres:
- Llista de llenguatges de programació
- Llista de llenguatges de programació per categoria
- Llista de llenguatges de programació per intel·ligència artificial
- Llista de llenguatges de programació d'audio
- Llista de dialectes de BASIC
- Llista de llenguatges de programació en C
- Llista de llenguatges de programació Xinesos
- Llista de llenguatges de la CLI
- Llista de llenguatges de programació concurrents i paral·lels
- Llista de llenguatges de programació de restriccions
- Llista Generacional de llenguatges de programació
- Llista de llenguatges JVM
- Llista de llenguatges de programació no basats en Anglès
- Llista de llenguatges de programació orientats a objectes
- Comparativa de llicències de codi obert llenguatge de programació
- Llista de llenguatges de programació i plataformes de reflexió
- Cronologia de llenguatges de programació